# Павлодарская епархия
Павлода́рская епа́рхия (каз. Павлодар епархиясы) — епархия Казахстанского митрополичьего округа Русской Православной Церкви, объединяющая приходы и монастыри в пределах Павлодарской области.

## История
Территория нынешней Павлодарской области входила в различные епархии Русской Православной церкви: Тобольскую (до 1895 года), Омскую (1895—1937), Среднеазиатскую (1938—1947), Семипалатинскую (1948—1955), Алма-Атинскую (1955—1999), Астанайскую (1999—2010).
Павлодарская епархия была образована 6 октября 2010 года в пределах Павлодарской и Восточно-Казахстанской областей, будучи выделена из состава Алма-Атинской епархии с последующим утверждением на Архиерейском Соборе.
Епископом Павлодарским и Усть-Каменогорским избран архимандрит Варнава (Сафонов), наместник Рождество-Богородичного Санаксарского монастыря Саранской епархии. Хиротония состоялась 14 ноября 2010 года.
Решением Священного синода Русской православной церкви от 5 октября 2011 года из Павлодарской епархии в границах Восточно-Казахстанской области была выделена Усть-Каменогорская епархия.

## Благочиния
Епархия разделена на 3 церковных округа (По состоянию на октябрь 2022 года[значимость факта?]):
- Павлодарское благочиние
- Теренкольское благочиние
- Экибастузское благочиние

## Монастырь
- Петропавловский монастырь в Павлодаре (женский)